# آلية التنمية النظيفة

الأسعار الشهرية لوحدات خفض الانبعاثات المعتمدة لعام 2012.

آلية التنمية النظيفة (بالإنجليزية: Clean Development Mechanism)‏ والتي تُعرف اختصاراً بـ CDM، هي واحدة من الآليات المرنة المحددة في بروتوكول كيوتو (2007)، وفقاً للتعريف الوارد في المادة 12 من بروتوكول كيوتو، تهدف آلية التنمية النظيفة إلى بلوغ هدفين هما:
- مساعدة الأطراف غير المدرجة في المرفق الأول في تحقيق التنمية المستدامة، وفي الإسهام في تحقيق الهدف النهائي للاتفاقية.
- ومساعدة الأطراف المدرجة في المرفق الأول في الامتثال لالتزاماتها بتحديد كميات الانبعاثات وخفضها.

ويمكن أن تضيف الأطراف المدرجة في المرفق باء للمستثمر (الحكومة أو الصناعة) وحدات الخفض المعتمدة للانبعاثات في مشروعات آلية التنمية النظيفة التي تنفذ في البلدان غير المدرجة في المرفق الأول والتي تحد أو تخفض من انبعاثات غازات الدفيئة، عندما تعتمدها كيانات التشغيل التي يعينها مؤتمر الأطراف/ اجتماع الأطراف. ويستخدم جزء من عائدات أنشطة المشاريع المعتمدة في تغطية المصاريف الإدارية فضلا عن مساعدة الأطراف من البلدان النامية المعرضة بصورة خاصة لآثار تغير المناخ الضارة في تغطية تكاليف التكيف.
نظرًا لأن العديد من البلدان ذات الانبعاثات العالية، بما فيها الولايات المتحدة والصين، لم توقع على اتفاقية كيوتو أو لم تطالب بتقليل انبعاثاتها، سوقت معظم وحدات آلية التنمية النظيفة في دول أوروبية. أدى هذا، إلى جانب حالات الركود التي سببتها الأزمة المالية العالمية وأزمة الديون الأوروبية، إلى انخفاض كبير في الطلب على تعويضات الكربون، ما تسبب في انخفاض قيمة آلية التنمية النظيفة. ذكر تقرير مرخص من الأمم المتحدة في عام 2012، أن الحكومات بحاجة ماسة إلى معالجة مستقبل آلية التنمية النظيفة، وأشار إلى أن التنمية النظيفة معرضة لخطر الانهيار. انخفضت قيمة وحدات خفض الانبعاثات المعتمدة في ذلك الوقت إلى 5 دولارات أمريكية للطن من ثاني أكسيد الكربون (من 20 دولارًا أمريكيًا في عام 2008)؛ وانخفض السعر فجأةً في العام التالي إلى أقل من 1 دولار أمريكي. نتيجةً لذلك، تركت آلاف المشاريع مع ائتمانات غير مستلمة. وكان الصراع حول ما يجب فعله بالائتمانات القديمة سببًا رئيسيًا للفشل الملحوظ لمؤتمر الأمم المتحدة لتغير المناخ لعام 2019.

## الغرض
يعد الغرض من آلية التنمية النظيفة تعزيز التنمية النظيفة في البلدان النامية، أي البلدان «غير المدرجة في المرفق الأول» (البلدان غير المدرجة في المرفق الأول للاتفاقية الإطارية). تعتبر آلية التنمية النظيفة إحدى آليات الاتفاقية «القائمة على المشاريع»، إذ صممت آلية التنمية النظيفة لتعزيز المشاريع التي تقلل الانبعاثات. تعتمد آلية التنمية النظيفة على فكرة «إنتاج» خفض الانبعاثات (توث وآخرون، 2001، ص 660). «تنتج» هذه التخفيضات ثم تطرح استنادًا إلى «خط أساس» افتراضي للانبعاثات. تعرف انبعاثات خط الأساس بأنها انبعاثات يُتوقع حدوثها في غياب مشروع معين من مشاريع آلية التنمية النظيفة. «تسجل» مشاريع آلية التنمية النظيفة استنادًا إلى خط الأساس هذا، بمعنى أن البلدان النامية تحصل على ائتمان لإنتاج هذه التخفيضات في الانبعاثات.
يعد الأساس الاقتصادي لإشراك البلدان النامية في الجهود المبذولة للحد من الانبعاثات هو الاعتقاد بأن خفض الانبعاثات أقل تكلفة في البلدان النامية من البلدان المتقدمة (غولدمبرغ وآخرون، 1996، ص 30؛ غراب، 2003، ص 159). يكون التنظيم البيئي في البلدان النامية، مثلًا، أضعف عمومًا مما هو عليه في البلدان المتقدمة (ساتاي وآخرون، 2001، ص 387-389). وبالتالي، يُعتقد على نطاق واسع أن إمكانية البلدان النامية لتخفيض انبعاثاتها أكبر من البلدان المتقدمة.
يتوقع أن تزداد الانبعاثات من البلدان النامية زيادة كبيرة خلال هذا القرن (غولدمبرغ وآخرون، 1996، ص 29). لذلك يمكن أن يكون لقرارات البنية التحتية المتخذة في البلدان النامية تأثيرًا كبيرًا جدًا على الجهود المستقبلية للحد من إجمالي الانبعاثات العالمية (فيشر وآخرون، 2007). صممت آلية التنمية النظيفة لبدء البلدان النامية في مسار نحو تقليل التلوث، مع دفع البلدان الصناعية (المرفق ب) تكاليف التخفيضات.
يتضمن الإطار حكمًا يقضي بأن يكون استخدام آلية التنمية النظيفة مكملًا للإجراءات المحلية لخفض الانبعاثات، لمنع البلدان الصناعية من الاستخدام غير المحدود لآلية التنمية النظيفة.
أنشئ صندوق التكيف لتمويل مشاريع وبرامج التكيف الملموسة في البلدان النامية الأطراف في اتفاقية كيوتو. ومن المقرر أن يمول الصندوق بحصة من عائدات أنشطة مشاريع آلية التنمية النظيفة وأن يتلقى أموالًا من مصادر أخرى.

## الاقتصاد
يمكن لآليات التمويل مثل آلية التنمية النظيفة، وفقًا لبورنو وآخرين (2009، ص37)، أن تلعب ثلاثة أدوار مهمة في التخفيف من آثار تغير المناخ:
- تحسين فعالية سياسات التخفيف من انبعاثات غازات الدفيئة من حيث التكلفة في البلدان المتقدمة
- المساعدة في تقليل «تسرب» (تسرب الكربون) الانبعاثات من البلدان المتقدمة إلى البلدان النامية. يحدث التسرب عندما تؤدي إجراءات التخفيف في بلد أو قطاع اقتصادي ما إلى زيادة انبعاثات بلد آخر أو قطاع آخر، عن طريق نقل الصناعات الملوثة من بلدان المرفق الأول إلى البلدان غير المدرجة في المرفق الأول مثلًا (باركر وآخرون، 2007).
- تعزيز عمليات نقل التقنيات النظيفة الأقل تلويثًا إلى البلدان النامية.[6]

يبدو أن إمكانات توفير التكاليف لآلية ائتمان تعمل جيدًا، وفقًا لبورنو وآخرين (2009، ص 37)، كبيرة للغاية. يشير أحد التقديرات إلى أنه يمكن خفض تكاليف التخفيف إلى النصف، مقارنةً بتكاليف خط الأساس (أي تكاليف تخفيض الانبعاثات في بلدان المرفق الأول فقط)، إذا حدد الحد الأقصى لاستخدام التعويض بنسبة 20%. ولكن، يجب اعتبار هذا التوفير في التكلفة على أنه حد أعلى: فهو لا يفترض أي تكاليف للمعاملات ولا توجد شكوك بشأن تحقيق وفورات الانبعاثات. تشمل بلدان المرفق الأول التي ستحقق أقصى استفادة من الائتمانات أستراليا ونيوزيلندا وكندا. تتمتع البلدان غير المدرجة في المرفق الأول في هذا النموذج الاقتصادي، بمكاسب طفيفة في الدخل من استغلال تخفيضات الانبعاثات منخفضة التكلفة. تعد تكلفة المعاملات الفعلية في آلية التنمية النظيفة مرتفعة نوعًا ما، ويمثل ذلك مشكلة بالنسبة للمشاريع الصغيرة. تعالج هذه القضية بواسطة طريقة برنامج الأنشطة (بّي أو إيه).

## وصلات خارجية
- Home page of United Nations website on Clean Development Mechanisms
- Capacity development for the CDM
- Spreadsheet of Hydro Projects in the CDM Project Pipeline, International Rivers
- Clean Development Mechanism projects in & around India
- Designated National Authority of India for CDM Projects
- UN Clean Development Mechanism profile on database of market governance mechanisms